# Dryadia acanthopoda
Dryadia acanthopoda Zhang, Sun & Zhang, 1994 è un ragno fossile appartenente alla famiglia Lycosidae.
È l'unica specie nota del genere Dryadia.

## Caratteristiche
Genere fossile risalente al Paleogene. I ragni sono costituiti da parti molli molto difficili da conservare dopo la morte; infatti i pochi resti fossili di aracnidi sono dovuti a condizioni eccezionali di seppellimento e solidificazione dei sedimenti.

## Distribuzione
La specie è stata rinvenuta negli strati del Neogene della località cinese di Shanwang, nello Shandong.

## Tassonomia
Dal 1994 non sono stati esaminati altri esemplari, né sono state descritte sottospecie al 2021.